# بل وای‌اف‌ام-۱ ایراکودا
بل وای‌اف‌ام-۱ ایراکودا (به انگلیسی: Bell YFM-1 Airacuda) یک هواپیمای جنگنده سنگین آمریکایی بود که توسط شرکت بل ایرکرفت در اواسط دهه ۱۹۳۰ توسعه یافت. این اولین هواپیمای نظامی بود که توسط بل تولید می‌شد. ایراکودا که درابتدا بل مدل ۱ نامگذاری شده بود، اولین بار در ۱ سپتامبر ۱۹۳۷ پرواز کرد. این هواپیما با پیشرفت‌های طراحی جسورانه و نقص‌های قابل توجهی که در نهایت هواپیما را زمین گیر کرد مشخص شد.
اگرچه تولید محدودی داشت و در نهایت یک اسکادران کاملاً عملیاتی تشکیل شد، اما در نهایت تنها یک نمونه اولیه و ۱۲ مدل تولیدی در سه نسخه با تفاوت‌های اندک از آن ساخته شد.

## مشخصات فنی (XFM-1)
داده‌ها از 
ویژگی‌های عمومی
- خدمه: پنج (خلبان، کمک خلبان / ناوبر، اپراتور رادیویی / توپچی، دو توپچی)
- طول: ۴۴ فوت ۱۰ اینچ (۱۳٫۶۷ متر)
- پهنای بال: ۶۹ فوت ۱۰ اینچ (۲۱٫۲۹ متر)
- ارتفاع: ۱۳ فوت ۷ اینچ (۴٫۱۴ متر)
- مساحت بال‌ها: ۶۸۴ فوت مربع (۶۳٫۵ متر مربع)
- ایرفویل: NACA 23018/NACA 23009[۴]
- وزن خالی: ۱۳٬۳۷۶ پوند (۶٬۰۶۷ کیلوگرم)
- وزن ناخالص: ۱۷٬۳۳۳ پوند (۷٬۸۶۲ کیلوگرم)
- بیشترین وزن برخاست: ۲۱٬۶۲۵ پوند (۹٬۸۰۹ کیلوگرم)
- ظرفیت سوخت: ۴۰۰ گالون آمریکایی (۱٬۵۰۰ لیتر)
- پیشرانه: ۲ عدد موتور خنک شده با مایع turbosupercharged V-12 الیسن وی-۱۷۱۰-۹, ۱٬۰۹۰ اسب بخار (۸۱۰ کیلووات)  در هر موتور
- ملخ‌ها: ملخه

عملکرد
- حداکثر سرعت: ۲۷۷ مایل بر ساعت (۴۴۶ کیلومتر بر ساعت، ۲۴۱ گره)
- سرعت کروز: ۲۴۴ مایل بر ساعت (۳۹۳ کیلومتر بر ساعت، ۲۱۲ گره)
- بُرد: ۲٬۶۰۰ مایل (۴٬۲۰۰ کیلومتر، ۲٬۳۰۰ مایل دریایی)
- حداکثر ارتفاع: ۳۰٬۵۰۰ فوت (۹٬۳۰۰ متر)
- نرخ صعود: ۱٬۴۸۰ فوت بر دقیقه (۷٫۵ متر بر ثانیه)

تسلیحات

- اسلحه‌ها: ** ۲ × ۳۷ میلیمتر (۱٫۴۶ اینچ) M4 cannon (110 rpg)
  - ۲ × ٫۳۰ اینچ (۷٫۶۲ میلیمتر) ام۱۹۱۹ برونینگ در مقابل محفظه‌های موتور
  - ۲ × ٫۵۰ اینچ (۱۲٫۷ میلیمتر) ام۲ برونینگ (600 rpg) در کنار حبابی شکل‌های جانبی
- بمب‌ها: ۲۰ × ۳۰ پوند (۱۴ کیلوگرم) بمب‌های خوشه ای در محفظه‌های بال

### کتابشناسی - فهرست کتب
- Andrade, John. U.S. Military Aircraft Designations and Serials since 1909. Hinckley, UK: Midland Counties Publications, 1979. شابک ‎۰−۹۰۴۵۹۷−۲۲−۹
- Angelucci, Enzo. The American Fighter from 1917 to the present. New York: Orion Books, 1987. شابک ‎۰−۵۱۷−۵۶۵۸۸−۹
- de Seversky, Alexander Procofieff. Victory through Air Power. New York: Simon & Schuster, 1942. ASIN B0007DP2B2
- Manly, G.B. Aircraft Powerplant Manual. Chicago: Fredrick J. Drake & Company, 1942
- Norton, Bill. U.S. Experimental & Prototype Aircraft Projects: Fighters 1939–1945. North Branch, Minnesota: Specialty Press, 2008, pp.  122–125. شابک ‎۹۷۸−۱−۵۸۰۰۷−۱۰۹−۳
- Pavelec, Sterling Michael. The Jet Race and the Second World War. Westport, Connecticut: Greenwood Publishing Group, Inc, 2007. شابک ‎۹۷۸−۰−۲۷۵−۹۹۳۵۵−۹
- Plummer, Pat. "The Victorious Vees." Wings, Vol. 27, no. 4, August 1997
- Taylor, Michael J.H. , ed. Jane's Encyclopedia of Aviation. London: Studio Editions, 1989. شابک ‎۰−۵۱۷−۶۹۱۸۶−۸
- Wainwright, Marshall. "Airacuda! Pts. 1 & 2." Air Classics, Volume 44, Number 6 (May 2008) and 7 (June 2008)
- Winchester, Jim. "Bell YFM-1 Airacuda". The World's Worst Aircraft. London: Amber Books, 2005. شابک ‎۱−۹۰۴۶۸۷−۳۴−۲